# Нижние Моховичи
Нижние Моховичи — деревня в Демидовском районе Смоленской области России. Входит в состав Карцевского сельского поселения. Население — 12 жителей (2007 год). 
Расположена в северо-западной части области в 7 км к северо-востоку от Демидова, в 8 км восточнее автодороги Р133 Смоленск — Невель, на берегу реки Потоки. В 54 км южнее деревни расположена железнодорожная станция Поселковая на линии Смоленск — Витебск. 

## История
Согласно Списку населенных мест Смоленской губернии за 1904 год  д. Нижние Моховичи входила в состав Смоленской губернии Поречского уезда II стана Кавширской волости.  По состоянию на 1904 год в деревне Нижние Моховичи было 33 двора, мужчин -111, женщин – 109. 
В годы Великой Отечественной войны деревня была оккупирована гитлеровскими войсками в июле 1941 года, освобождена в сентябре 1943 года.
Уроженец деревни Нижние Моховичи Федоров Григорий Алексеевич принимал участие в Великой Отечественной войне в составе 36 гвардейского танкового полка.
Награждённые участники Великой Отечественной войны место рождения  Смоленская обл., Демидовский р-н, Н. Моховичи
1 .Федоров Григорий Алексеевич 1904 г.р.,  ст. сержант, награды - Орден Красной Звезды, Орден Отечественной войны I степени,
Медаль «За взятие Будапешта», Медаль «За взятие Вены»
2 Федоров Сергей Алексеевич 1922,  ефрейтор, награды - Медаль «За отвагу», Орден Отечественной войны II степени
3 Корнеев Алексей Лавренович 1923 г.р., капитан, награды -  Орден Красной Звезды, Орден Отечественной войны
I степени, Медаль «За отвагу», Медаль «За боевые заслуги»
4 Кошелев Иван Антонович 1922 г.р.  Орден Отечественной войны I степени.
5 Авдеенкова Мария Ивановна 1920 г.р. Орден Отечественной войны II степени.
6 Алексеев Иван Федорович 1920 г.р. Орден Отечественной войны II степени.
7 Анашенков Иван Павлович 1915 г.р.  Орден Отечественной войны II степени.
8 Бакурин Иван Владимирович 1921 г.р. Орден Отечественной войны II степени.
9 Евсеенков Иван Полладьевич 1920 г.р. Орден Отечественной войны II степени.
10 Евсеенков Роман Полладьевич 1910 г.р. Орден Отечественной войны II степени.
11 Филимонов Яков Филимонович 1912 г.р.  Орден Отечественной войны I степени.
12 Грязев Борис Максимович 1925 г.р. Орден Отечественной войны II степени.
13 Смирнова Мария Васильевна 1921 г.р. Орден Отечественной войны II степени.
14 Сныткин Николай Иванович 1918 г.р. Орден Отечественной войны II степени.
15 Терещенко Николай Александрович 1920 г.р. Орден Отечественной войны II степени.
16  Тимофеева Екатерина Федосеевна 1917 г.р. Орден Отечественной войны II степени.
17  Костючков Игнат Нилович 1894 г.р.  Орден Отечественной войны I степени.
18  Коробейник Владимир Куприянович 1913 г.р. Орден Отечественной войны II степени.
19  Шныткин Дмитрий Афанасьевич 1920 г.р. Орден Отечественной войны I степени.
20  Шныткин Михаил Фокович 1908 г.р. Орден Отечественной войны I степени.
21  Федоров Петр Алексеевич 1912 г.р. Орден Отечественной войны I степени.
22 Столяров Иван Федосович 1925 г.р. Орден Отечественной войны II степени.